# Министерство разведки Израиля
Министе́рство разве́дки Изра́иля (ивр. משרד המודיעין‎) — правительственное учреждение Израиля, существовавшее с 2009 года по 2024 год.
Хотя формально министерство отвечает за вопросы разведки, ни одна из разведывательных организаций Израиля ему не подчиняется. Шин-Бет и Моссад подчинены премьер-министру, АМАН работает как армейская структура, а Центр политических исследований подчинён министерству иностранных дел.

## История
Министерство было создано 6 мая 2009 года под названием «Министерство по вопросам разведки» (ивр. המשרד לענייני מודיעין‎).
До 2015 года министерство курировало работу Комитета по атомной энергии.
30 ноября 2014 года правительство решило объединить Министерство разведки и Министерство стратегических дел в одно ведомство, которое стало называться Министерством разведки.
В мае 2015 года правительство решило разделить Министерство разведки на два министерства: Министерство стратегических вопросов и Министерство разведки.
В марте 2024 года правительство Израиля приняло решение упразднить Министерство разведки и передать его полномочия канцелярии премьер-министра.

## Министры
| # | Министр       | Партия  | № кабинета | Начало срока    | Конец срока     |
| - | ------------- | ------- | ---------- | --------------- | --------------- |
| 1 | Дан Меридор   | Ликуд   | 32         | 6 мая 2009      | 18 марта 2013   |
| 2 | Юваль Штайниц | Ликуд   | 33         | 18 марта 2013   | 14 мая 2015     |
| 3 | Исраэль Кац   | Ликуд   | 34         | 14 мая 2015     | 17 мая 2020     |
| 4 | Эли Коэн      | Ликуд   | 35         | 17 мая 2020     | 13 июня 2021    |
| 5 | Элазар Штерн  | Еш атид | 36         | 13 июня 2021    | 29 декабря 2022 |
| 6 | Ярив Левин    | Ликуд   | 37         | 29 декабря 2022 | 2 января 2023   |
| 7 | Гила Гамлиэль | Ликуд   | 37         | 2 января 2023   | 18 марта 2024   |